# Iahidne, Turiisk
Iahidne (în ucraineană Ягідне) este un sat în comuna Haikî din raionul Turiisk, regiunea Volînia, Ucraina.

## Demografie
Componența lingvistică a localității Iahidne
     Ucraineană (99,6%)
     Alte limbi (0,4%)
Conform recensământului din 2001, majoritatea populației localității Iahidne era vorbitoare de ucraineană (99,6%), existând în minoritate și vorbitori de alte limbi.